# 昆明世界園芸博覧会

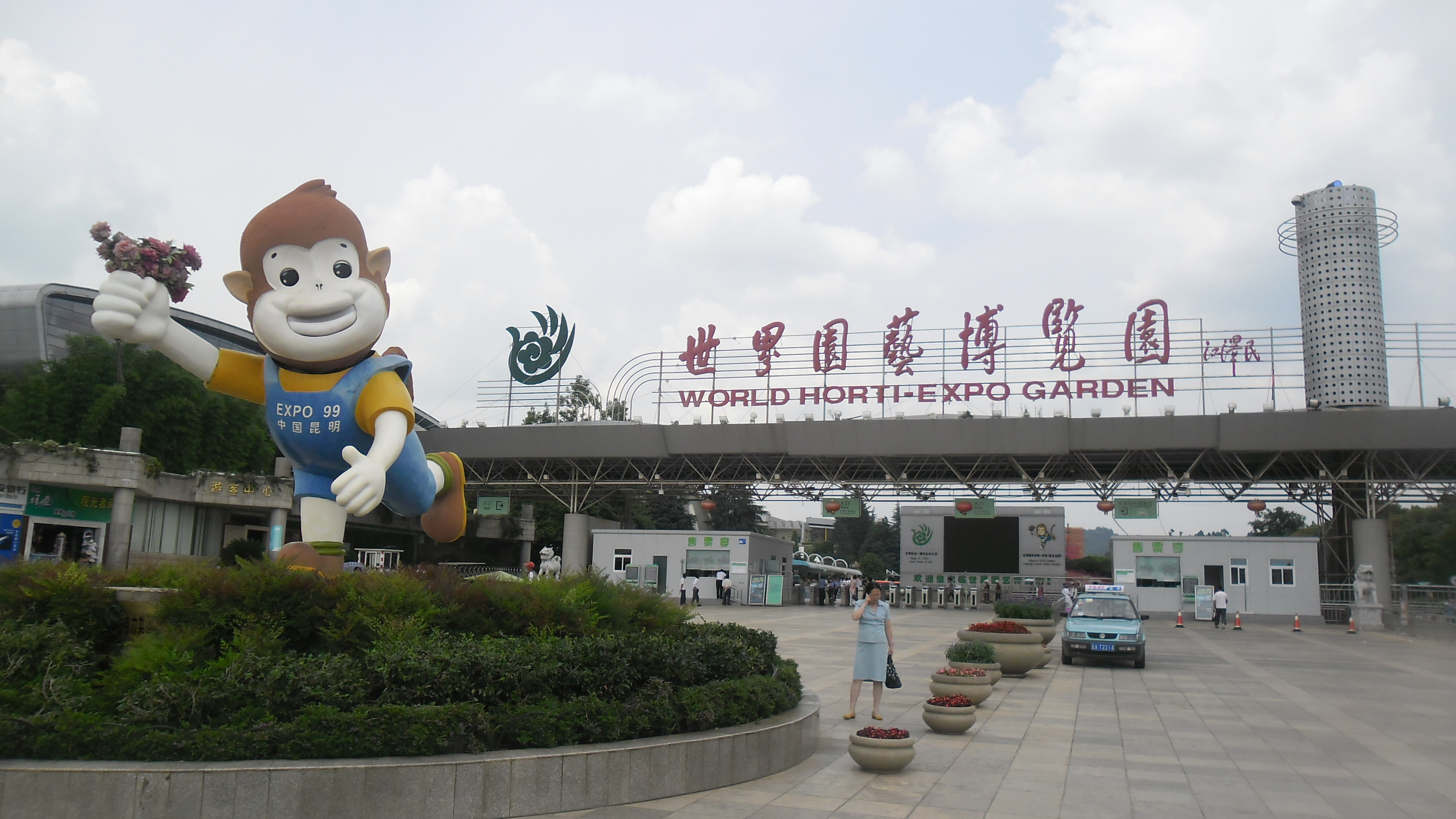
会場

昆明世界園芸博覧会（こんめいせかいえんげいはくらんかい, 英：Expo'99 Kunming, China, 中：昆明世界园艺博览会）は、1999年5月1日から10月30日まで中華人民共和国の昆明で開催された国際園芸博覧会（A1認定）であり、博覧会国際事務局から認定された国際博覧会（特別博）である。テーマは「人間と自然 - 21世紀に向けて」。95ヶ国・機関が参加し、会期中950万人が来場した。
博覧会後、昆明世界園芸博覧園という公園になり、ほぼそのまま保存されている。